# American Idiot
American Idiot là album thứ bảy của nhóm nhạc rock của Mỹ Green Day. Nó được hợp tác sản xuất với cộng tác viên lâu năm của nhóm là Rob Cavallo và được phát hành ngày 21 tháng 9 năm 2004 bởi Reprise Records. Album này theo quan điểm hiện thực ở lứa tuổi mới lớn tại Mỹ, hoàn toàn tương phản với American Fool của John Mellencamp.
Giữa năm 2003, nhóm nhạc bắt đầu thu âm cho một album có tên là Cigarettes and Valentines. Tuy nhiên, các bản ghi âm hoàn chỉnh đã bị mất và nhóm nhạc quyết định làm lại từ đầu thay vì thu âm lại Cigarettes and Valentines. Họ quyết định làm một album rock opera, lấy cảm hứng từ những tác phẩm của The Who và hàng loạt các ca kịch khác. Nó kể lại cuộc đời của "Jesus of Suburbia" một hình tượng anti-hero được xây dựng bởi Billie Joe Armstrong. Tiếp theo những bản thu âm đầu tiên ở Studio 880 (Oakland, California), Green Day hoàn tất album này tại Los Angeles.
American Idiot đã trở nên nổi tiếng trên toàn thế giới, được đánh giá cao ở 26 nước và đứng đầu các bảng xếp hạng của 19 nước, bao gồm cả Mỹ và Vương quốc Anh. Tính từ lúc phát hành, American Idiot đã bán được hơn 14 triệu bản toàn thế giới, bao gồm 267,000 bản trong tuần đầu tiên. Album này đã đạt được nhiều giải thưởng bao gồm Giải Grammy cho Album rock của năm, và được công nhận bởi đa số các nhà phê bình âm nhạc. Album này còn đoạt giải Best International Album tại 2006 Brit Awards.

## Quá trình thu âm
Giữa năm 2003, Green Day tập hợp lại tại Studio 880 in Oakland, California, và ghi âm khoảng 20 bài hát cho album có tên là Cigarettes and Valentines. Tuy nhiên, những bản thu âm bị mất. Có tin đồn cho rằng những bản thu âm đó xuất hiện trong album "Money Money 2020" của Network. Ban nhạc phân vân không biết có nên thu âm lại những bài hát này và thăm dò ý kiến của nhà sản xuất Rob Cavallo. Cavallo nói các thành viên trong nhóm hãy tự hỏi bản thân xem những bản ghi bị mất có thể hiện được hết tài năng của họ. Billie Joe Armstrong nói rằng các thành viên "khó có thể nhìn lại bản thân và nói rằng 'Đó là những thứ hay nhất chúng tôi đã làm' do đó chúng tôi đã vượt qua chuyện này và làm lại một thứ hoàn toàn mới."
Bài hát đầu tiên mà Green Day viết là "American Idiot". Tuy nhiên sau đó bọn họ khó mà viết những bài tiếp theo nó. Một hôm, tay guitar bass Mike Dirnt ở trong studio và viết một bài hát dài 30 giây. Armstrong và Tré Cool làm theo. Armstrong nhớ lại, "Công việc bắt đầu trở nên nghiêm túc hơn và chúng tôi thử làm thêm một cái khác. Chúng tôi liên kết những đoạn ngắn 30 giây lại đến khi nó trở thành một bài hát thật sự." Tập hợp các đoạn nhỏ này trở thành "Homecoming", và ban nhạc làm thêm một tổ hợp khác, "Jesus of Suburbia". Armstrong rất phấn khích bởi việc sáng tạo hai tập hợp trên do đó anh ta quyết định làm một album dài gồm những bài hát thống nhất về tư tưởng. Ban nhạc lấy cảm hứng từ những bản nhạc của The Who, cũng như những các vở ca kịch như West Side Story và Jesus Christ Superstar. Trong suốt quá trình ở Studio 880, các thành viên trong Green Day dành cả ngày để viết nhạc và thức khuya, uống bia và bàn luận âm nhạc.
Với những bản demo đã hoàn tất, Green Day đến Los Angeles để tiếp tục công việc. Đầu tiên họ làm việc tại Ocean Way Recording, sau đó chuyển tới Capitol Studios để hoàn tất album. Armstrong nói, "Là một nhạc sĩ, tôi càng dấn sâu vào những gì mình viết, nó gần như là tôi phải khuấy động mọi thứ để viết về nó." Armstrong diễn tả không khí làm việc lúc đó, "Lần đầu tiên chúng tôi khác biệt hẳn với mình ngày trước, từ làm thế nào chúng tôi được cho rằng phải cư xử như Green Day. Lần đầu tiên, chúng tôi hoàn toàn nhìn nhận sự thật chúng tôi là những ngôi sao nhạc rock."

## Quá trình sáng tác
American Idiot là một album kể về câu chuyện của một nhân vật trung tâm tên là Jesus of Suburbia. Album này khác hẳn với cách viết nhạc đặc trưng của Green Day. Armstrong nói, "Chừng nào bạn từ bỏ cái cấu trúc verse-chorus-verse-chorus-bridge... nó mở ra một cách viết khác, nơi mà chẳng có một luật lệ thật sự nào." Armstrong nói rằng ban nhạc có nhiều tham vọng, điều anh ta cảm thấy một số ban nhạc rock tạm thời không có.
The band chọn tiếng guitar lớn cho bản thu âm; Armstrong nói "Chúng tôi như thể là, 'Hãy chỉ đi theo tiếng guitar--trong Les Pauls và Marshalls rồi để nó trôi đi". Trong album này Armstrong chơi guitar chính nhiều hơn những album trước. Anh ta nói anh ta đã không còn sợ những âm thanh "cổ lỗ sĩ". Armstrong thâm vào những bài có tiếng guitar mộc xuyên suốt album dễ làm dày thêm nhịp điệu của tiếng guitar điện của anh ta và tiếng trống của Tré Cool.

## Câu chuyện vềAmerican Idiot
American Idiot: đây được coi là một tuyên ngôn từ nhân vật chính của câu chuyện - Jesus Of Suburbia, giống với Pink của The Wall. Ca khúc ghi lại những sự kiện của giới truyền thông với cuộc chiến tranh Iraq của Mỹ. Giới truyền thông đã đem đến cho chúng ta những cái nhìn sai lệch về chính phủ cùng những sự kiện đang xảy ra trền toàn thế giới. Và thật may mắn Jesus of Suburbia của chúng ta đã nhận ra điều ấy.
Jesus of Suburbia: Giờ là câu chuyện về Jesus of Suburbia, một chàng trai sống với người mẹ đã ly dị của mình tại một vùng ngoại ô mang tên Jingletown ở Mỹ. Khi còn trẻ, Jesus tập ăn chay với soda pop cùng những viên thuốc methylphenidate. Thường ngày xem TV, từng thử dùng ma túy và tha thẩn trước những cửa hàng để móc túi và ăn trộm. Dần dần, Jesus cảm thấy cứ sống mãi như thế thật nhàm chán và anh quyết định rời thị trấn để kiếm tìm một sự giải thoát cho cuộc sống bế tắc của mình. (I) 
Không có ước mơ hay khát vọng gì với cuộc sống ở Jingletown, Jesus quyết định rời Jingletown để lên thành phố bỏ lại sau lưng mẹ và bạn bè (II-V)
Holiday: Ban đầu Jesus cảm thấy thật tự do và thoải mái khi giờ đây không còn phải ở những khu ổ chuột, không phải đối mặt với những luật lệ bất công nơi quê nhà. Song Jesus cũng bắt đầu lại phạm pháp và hay gây rối với những người xung quanh anh...
Boulevard of Broken Dreams:... nhưng rồi anh cảm thấy thật lạc lõng và cô đơn giữa chốn phồn hoa đô thị
Are We the Waiting: một sự chuyển tiếp từ ca khúc Jesus of Suburbia. Sau khi cảm thấy cô đơn và lạc lõng trong Boulevard of Broken Dreams, Jesus gần như mất trí. Anh ta cố gắng tìm lại bản thân, làm mới mình dưới một cái tên St. Jimmy. Cũng có thể nói rằng đây là thời điểm sự hoang mang của Jesus lên tới cực điểm. Và kết quả của nó là anh đã mắc bệnh đa nhân cách. Giờ trong Jesus tồn tại hai con người: Jesus of Suburbia và St. Jimmy
St. Jimmy: Sau đó, Jesus bắt đầu một cuộc sống mới dưới vỏ bọc St. Jimmy. Một lối sống không thể đoán trước, đầy cống hiến và tất nhiên lại tiếp tục phạm pháp nhưng với một cách đầy nổi loạn. Với việc đó, Jesus bắt đầu được chú ý và dần trở thành anh hùng của đường phố.
Give Me Novacaine: Trong suốt thời gian này, Jesus bắt đầu sử dụng ma túy và chất kích thích, cố gắng thoát khỏi những vò xé của tâm hồn bởi trong người anh luôn tồn tại hai thái cực: St. Jimmy và Jesus
She's a Rebel: Jesus bất ngờ gặp Whatsername, một cô gái đang cố gắng quyến rũ anh - và cô ấy thực sự là một người nổi loạn với những tư tưởng chống chính phủ chứ không phải là một kẻ đang cố gắng giả vờ như vậy như Jesus
Extraordinary Girl:...và họ bắt đầu hẹn hò nhau. Khi mà tính cách St. Jimmy đang lấn át trong anh, Jesus đã bắt đầu yêu Whatsername, nhưng anh lại không thể đem lại những gì mà cô gái xứng đáng nhận được bởi những bấp bênh trong cuộc sống của mình
Letterbomb: Trong một lá thư gởi cho Jesus/Jimmy, Whatsername bảy tỏ sự thất vọng của cô đối với anh và thông báo rằng cô ta sẽ rời bỏ anh lẫn thành phố này
Wake Me Up When September Ends: Một ca khúc về bố của Billie Joe Armstrong, đã mất khi anh mới 10 tuổi. Trong một show Storyteller của VH1, Billie đã bày tỏ rằng đây là ca khúc chuyển hướng đi của câu chuyện. Và mang nhiều ý nghĩa khác nhau. Với những lời lẽ như 'ring out the bells again, like we did when spring began', ca khúc còn mang một ý nghĩa khác rằng thời kỳ hạnh phúc 
của Jesus/Jimmy đã qua khi Whatsername bỏ anh. Và anh lại trở nên cô độc...
Homecoming: Cuối cùng Jesus quyết định rời bỏ con người St. Jimmy của mình - con người mà anh đã nương tựa vào suốt một thời gian dài. Một cách hình tượng, Jesus đã cố gắng giết chết Jimmy trong mình bằng ma túy. (I) 
Sau cái chết của St. Jimmy, Jesus bị bắt ở East 12th St. (II) (East 12th Street là một đồn cảnh sát có thật ở Oakland,California). Đây là nơi mà chính Bille Joe Armstrong đã từng phải tới đây để giải quyết vài vụ lộn xộn và khai báo giấy tờ. Nhân cách của Jesus tiếp tục đi xuống và càng ngày càng bế tắc. Anh ta phải tìm đến bác sĩ tâm lý (III). Anh cố gắng tìm những sự giúp đỡ của người. Một người bạn anh giờ đã trở nên nổi tiếng gửi cho anh một tấm thiếp trong đó nói rằng những khó khăn của Jesus chẳng hề liên can đến anh ta cả. Nội dung của lá thư chính là phần (IV). Chán nản Jesus quyết định trở về Jingletown để rời bỏ cái mớ bòng bong này... (V)
Whatsername:...và những gì còn lại trong tâm trí anh là những kỷ niệm với Whatsername, những tưởng tượng của anh nếu Whatsername ở lại với anh.

## Phát hành và sự đón nhận
Trong khi bài hát American Idiot phát hành năm 2004, album American Idiot đạt vị trí #1 trên bảng xếp hạng album Billboard 200. Nó đạt được 3 đĩa Bạch kim tại Mỹ, 8 đĩa Bạch kim tại Canada và 6 đĩa Bạch kim tại Vương quốc Anh. 5 đĩa đơn được phát hành, tất cả đều chiếm vị trí cao trên bảng xếp hạng Billboard Modern Rock Tracks. "Boulevard of Broken Dreams" đứng đầu cả bảng xếp hạng Mainstream lẫn Modern Rock. Video của nó được chiếu đi chiếu lại nhiều lần trên các kênh âm nhạc.
Năm 2005, American Idiot đoạt giải Grammy cho Album nhạc rock hay nhất và được đề cử thêm tại những hạng mục khác như Album của năm. Album này giúp Green Day đoạt được 7 trên 8 giải thưởng họ được đề cử tại 2005 MTV Video Music Awards; Video của "Boulevard of Broken Dreams" thắng 6 giải. Một năm sau đó, "Boulevard of Broken Dreams" đạt được thêm một giải Grammy cho Thu âm của năm.

## Danh sách bài hát
| STT | Nhan đề                          | Writer               | Thời lượng |
| --- | -------------------------------- | -------------------- | ---------- |
| 1.  | "American Idiot"                 | Billie Joe Armstrong | 2:58       |
| 2.  | "Jesus of Suburbia"              | Billie Joe Armstrong | 9:10       |
| 3.  | "Holiday"                        | Billie Joe Armstrong | 3:55       |
| 4.  | "Boulevard of Broken Dreams"     | Billie Joe Armstrong | 4:22       |
| 5.  | "Are We the Waiting"             | Billie Joe Armstrong | 2:45       |
| 6.  | "St. Jimmy"                      | Billie Joe Armstrong | 2:57       |
| 7.  | "Give Me Novacaine"              | Billie Joe Armstrong | 3:28       |
| 8.  | "She's A Rebel"                  | Billie Joe Armstrong | 2:02       |
| 9.  | "Extraordinary Girl"             | Billie Joe Armstrong | 3:36       |
| 10. | "Letterbomb"                     | Billie Joe Armstrong | 4:08       |
| 11. | "Wake Me Up When September Ends" | Billie Joe Armstrong | 4:48       |
| 12. | "Homecoming"                     | Billie Joe Armstrong | 9:21       |
| 13. | "Whatsername"                    | Billie Joe Armstrong | 4:14       |

- "Jesus of Suburbia" được chia làm 5 phần: I. Jesus of Suburbia / II. City of the Damned / III. I Don't Care / IV. Dearly Beloved / V. Tales of Another Broken Home
- "Homecoming" được chia làm 5 phần: I. The Death of St. Jimmy / II. East 12th St. / III. Nobody Likes You / IV. Rock and Roll Girlfriend / V. We're Coming Home
- "Homecoming" được viết bởi Billie Joe Armstrong nhưng phần III. Nobody Likes You được viết bởi Mike Dirnt và phần IV. Rock and Roll Girlfriend được viết bởi Tré Cool.

### B-sides
| Bài hát             | Độ dài | Phát hành                                                                                                |
| ------------------- | ------ | --- |
| "Favorite Son"      | 2:13   | Phát hành trong tuyển tập Rock Against Bush, Vol. 2                                                      |
| "Shoplifter"        | 1:50   | B-side của "American Idiot", phát hành như một đĩa đơn trên iTunes (bị xóa vào ngày 16 tháng 4 năm 2009) |
| "Too Much Too Soon" | 3:30   | B-side of "American Idiot"                                                                               |
| "Governator"        | 2:31   | B-side of "American Idiot"                                                                               |